# Плантад, Франсуа
Франсуа Плантад (François de Plantade, 1670—1741) — французский астроном.

## Биография
Изучив правоведение, он с 1711 по 1730 год был главным поверенным при дворе. В 1706 году основал в Монпелье Королевское общество наук, став его первым директором. Наряду с этим постоянно занимался астрономией и составлением необходимых карт для географического описания провинции Лангедок.

## Труды
Его заметки и мемуары помещены в сборниках Академии наук в Париже и Королевского общества в Монпелье:
- «Observations sur l’aurore boréale du 15 février 1730»,
- «Observations sur la planète Mercure» (1736),
- «Un mémoire sur la véritable position du Forum Domitii» и др.

## Источник
- Плантад, Франсуа // Энциклопедический словарь Брокгауза и Ефрона : в 86 т. (82 т. и 4 доп.). — СПб., 1898. — Т. XXIIIA (46): Петропавловский — Поватажное. — С. 805.